# Tour de França de 1914
El Tour de França de 1914 fou la dotzena edició del Tour de França i es disputà entre el 28 de juny i el 26 de juliol de 1914. El recorregut constava de 5.380 km, dividits en 15 etapes. La cursa fou guanyada pel belga Philippe Thys, que va completar la cursa a una velocitat mitjana de 26,835 km/h.
El mateix dia en què començava el Tour, l'arxiduc d'Àustria Francesc Ferran moria assassinat a Sarajevo, marcant l'inici de la Primera Guerra Mundial. Pocs dies després de la finalització de la prova, el 3 d'agost, Alemanya envaïa Bèlgica i declarava la guerra a França, fent que aquest fos el darrer Tour fins a l'edició de 1919. En acabar la cursa, al Parc dels Prínceps, l'ambient era de mobilització general per combatre al front. El Tour no quedà al marge de la tragèdia que suposà la Primera Guerra Mundial, morint al front els vencedors de les edicions entre 1907 i 1910, Lucien Petit-Breton, François Faber i Octave Lapize, així com d'altres ciclistes del moment.

## Participants
No es produeixen grans canvis respecte a l'edició de 1913. Destaca la utilització de xiulets per advertir la seva presència a altres persones, en especial quan feia baixada.
Philippe Thys, vigent campió, és considerat el principal favorit, junt al seu company d'equip Henri Pélissier. A més dels sis guanyadors del Tour de França d'edicions passades que van començar la carrera, Louis Trousselier, Lucien Petit-Breton, François Faber, Octave Lapize, Gustave Garrigou, Odile Defraye i Philippe Thys, quatre ciclistes més que posteriorment el guanyarien van prendre la sortida en aquesta edició: Firmin Lambot, Léon Scieur, Henri Pélissier i Lucien Buysse. Aquesta quantitat d'onze antics o futurs guanyadors del Tour de França a la línia de sortida és un rècord encara no superat. A més, el futur campió del Giro d'Itàlia de 1919, Costante Girardengo, va prendre la sortida, tot i que no ho va fer com a cap de files del seu equip.
El 1914 van prendre la sortida els primers ciclistes australians en la història del Tour, Don Kirkham i Iddo Munro. Ambdós finalitzaren la cursa, en 17a i 20a posició respectivament.

## Desenvolupament de la cursa

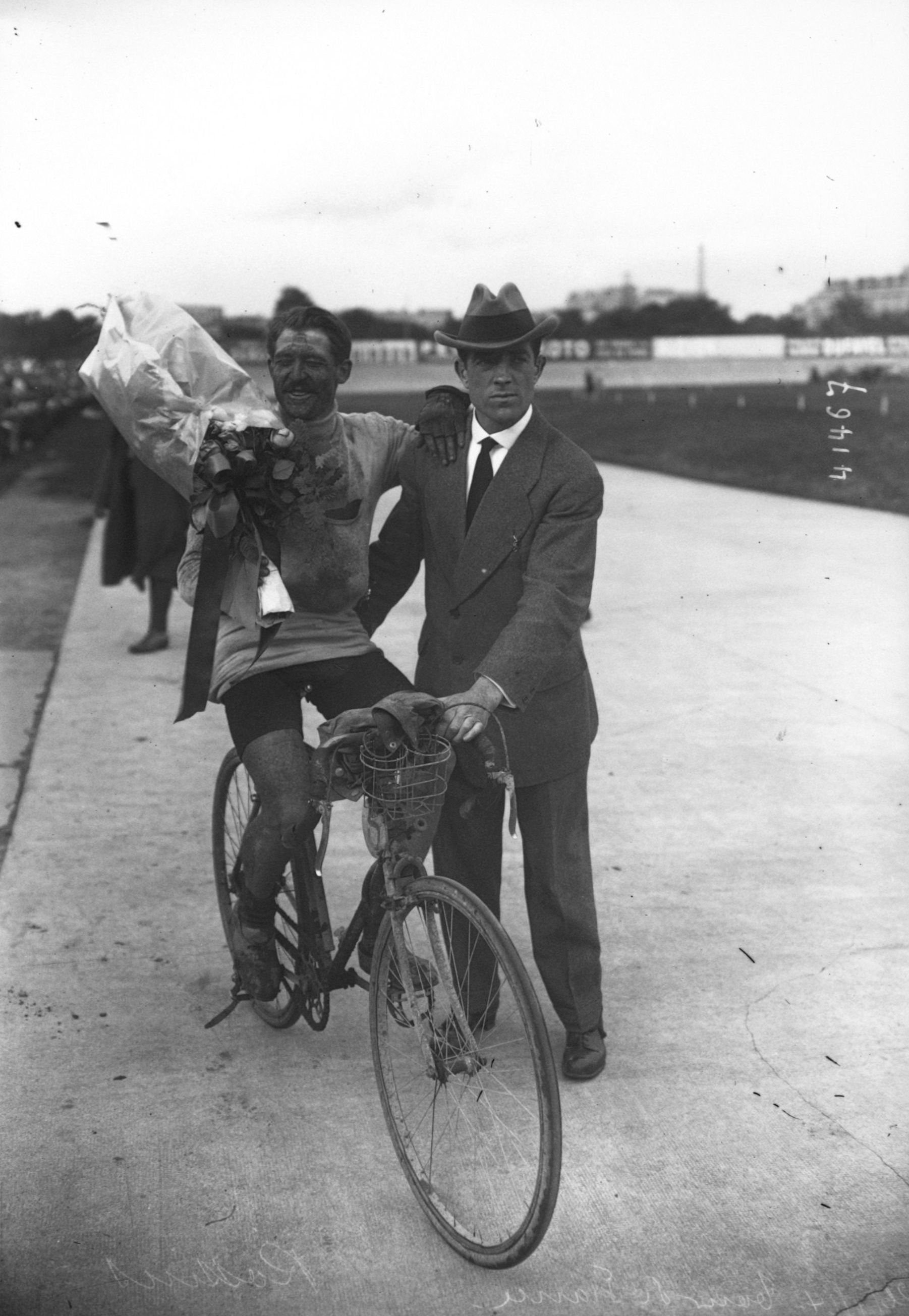
Jean Rossius va compartir el liderat amb Thys durant les primeres etapes, però finalment acabà quart.

Thys va ser el clar dominador de la cursa i tot i que només va guanyar la primera etapa, va acabar entre els cinc primers totes les altres etapes. En aquesta primera etapa fins a onze corredors arribaren amb el mateix temps, sent Jean Rossius el segon classificat. En la segona etapa Rossius i Thys es disputaren la victòria a l'esprint després d'arribar escapats a Cherbourg. Rossius fou el vencedor final, passant a compartir el liderat de la cursa ambdós.
En la tercera etapa, els ciclistes van arribar al primer punt de control una hora més tard, després que una part del pilot s'hagués equivocat en una cruïlla deficientment senyalitzada i que haguessin hagut de desfer el camí. Els jutges de la cursa van decidir, amb el beneplàcit de tots els ciclistes, neutralitzar la carrera fins al primer punt de pas, on es reiniciaria. L'etapa, força monòtona, fou guanyada a l'esprint per Emile Engel.
El liderat de la cursa continua sent compartit per Rossius i Thys fins a la fi de la cinquena etapa, amb final a Baiona, mentre Pélissier era tercer a la general, a només 5' 27" dels líders. La sisena etapa suposa l'aparició de l'alta muntanya en aquesta edició, amb el pas pels colls de l'Aubisca, el Tourmalet, l'Aspin i el Pèira Sorda. L'etapa fou guanyada per Firmin Lambot, amb Thys sols set minuts rere seu, cosa que li va permetre consolidar el liderat, ja que Pélissier va perdre més de 30 minuts i Rossius més d'una hora. En aquesta etapa Girardengo va caure, retirant-se d'una cursa que no tornà a visitar.
Durant la vuitena etapa la forta calor va alentir molt el ritme, arribant a Marsella un nombrós grup en què Octave Lapize fou el més ràpid. Durant la novena etapa, l'antic vencedor del Tour François Faber va ser penalitzat amb 90 minuts, perquè havia estat empès i havia agafat begudes d'un motociclista.
Durant les etapes alpines, en què se superen ports com el coll d'Allos, el Galibier o el Ballon d'Alsace, Pélissier intenta fer tot el possible per recuperar temps, però només aconsegueix recuperar uns pocs minuts. Així, després de la tretzena etapa, encara es trobava a 31 minuts i 50 segons rere Thys.
En la 14a etapa, disputada sota la pluja i amb fort vent, Thys va trencar la bicicleta i no se li va permetre buscar ajuda per arreglar la bicicleta. Thys va decidir córrer el risc d'una penalització de temps i van comprar una nova roda en una botiga. Això li va valdre una sanció de 30 minuts, que va deixar Thys amb només un minut i cinquanta segons al davant de Pélissier. En la darrera etapa Pélissier va fer tot el possible per recuperar el temps, però no fou possible i Thys s'emportà la victòria final.

## Resultats

### Etapes

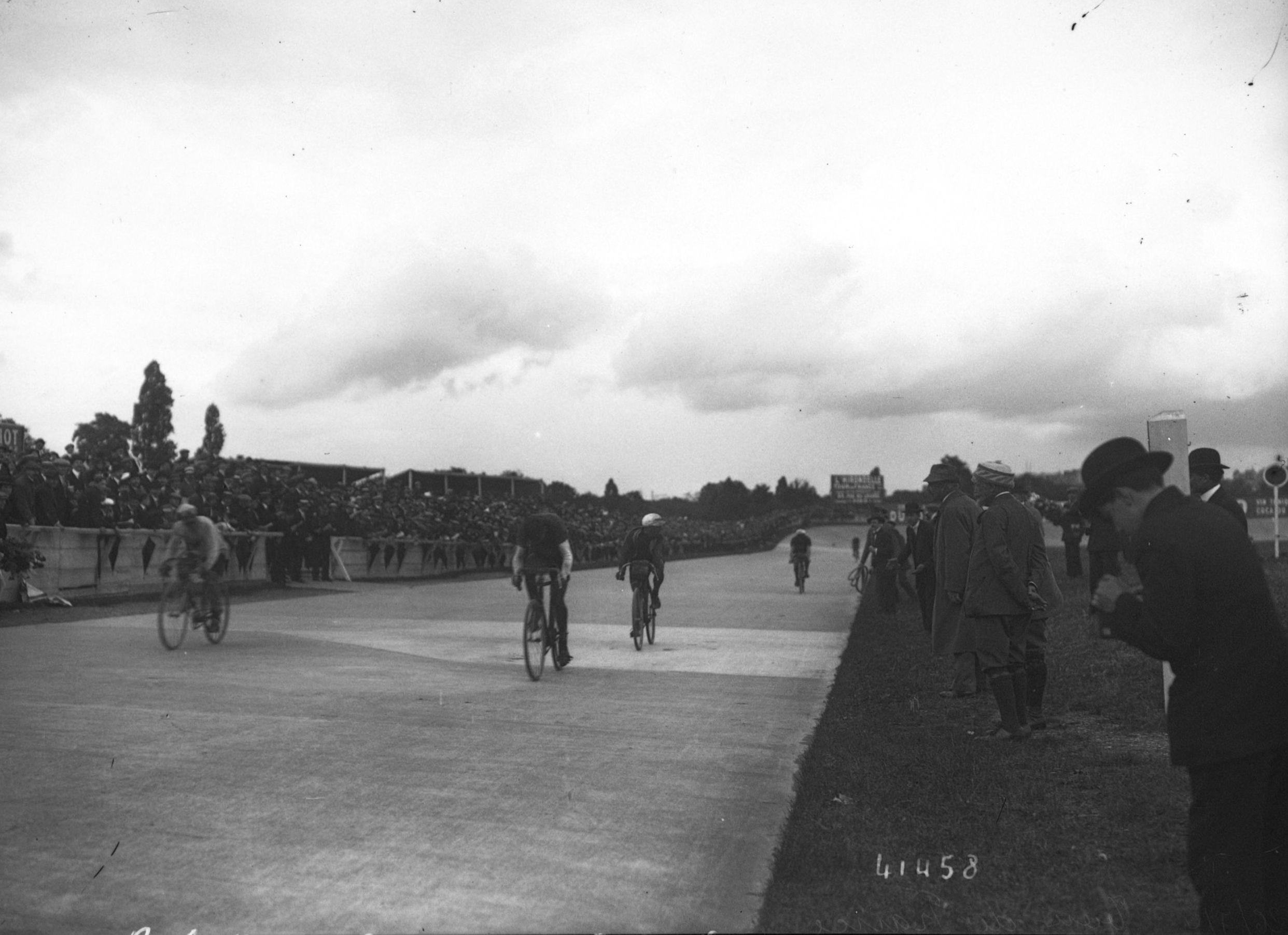
Arribada al Parc dels Prínceps.

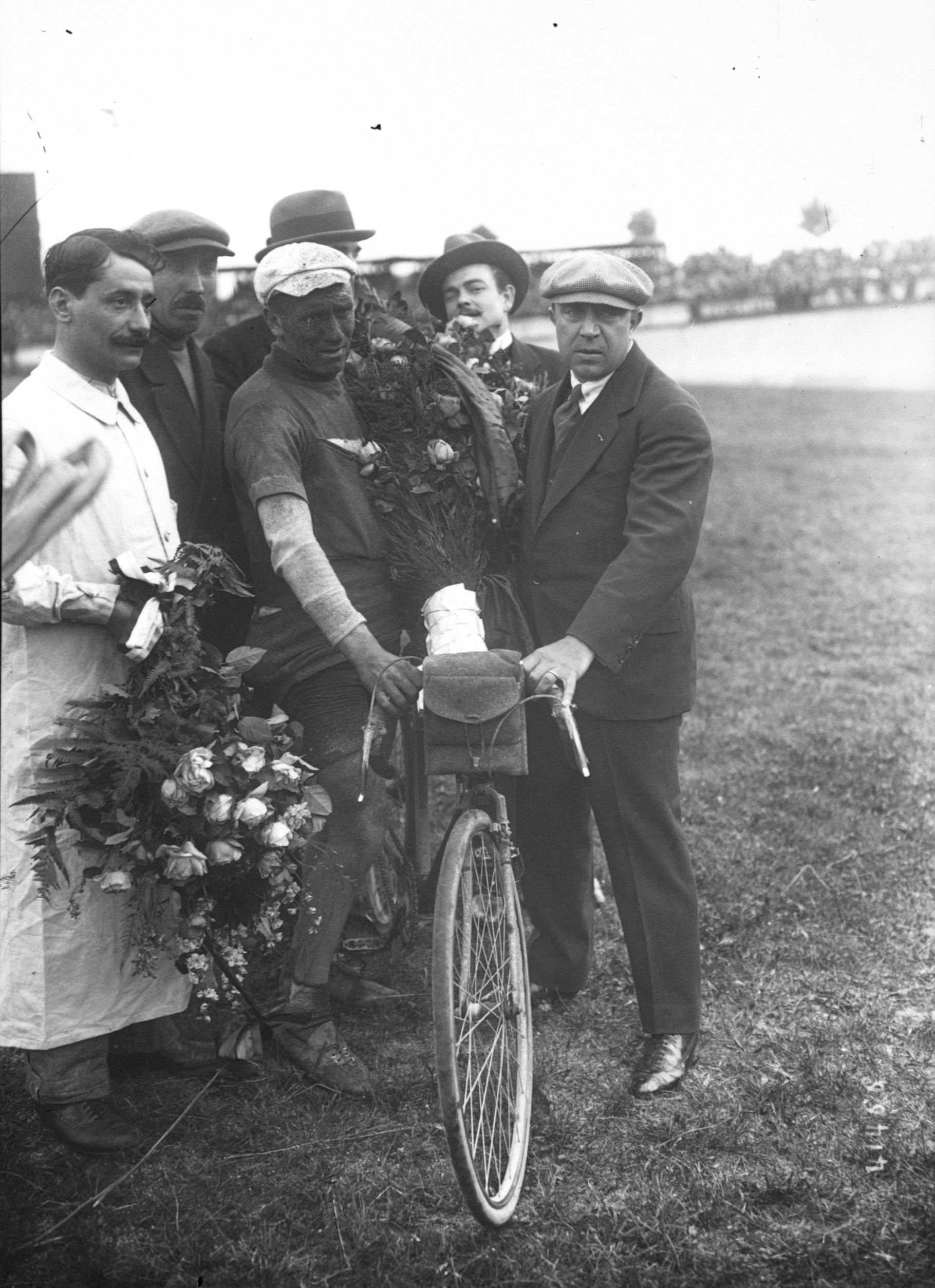
Philippe Thys, vencedor del Tour de França de 1914.

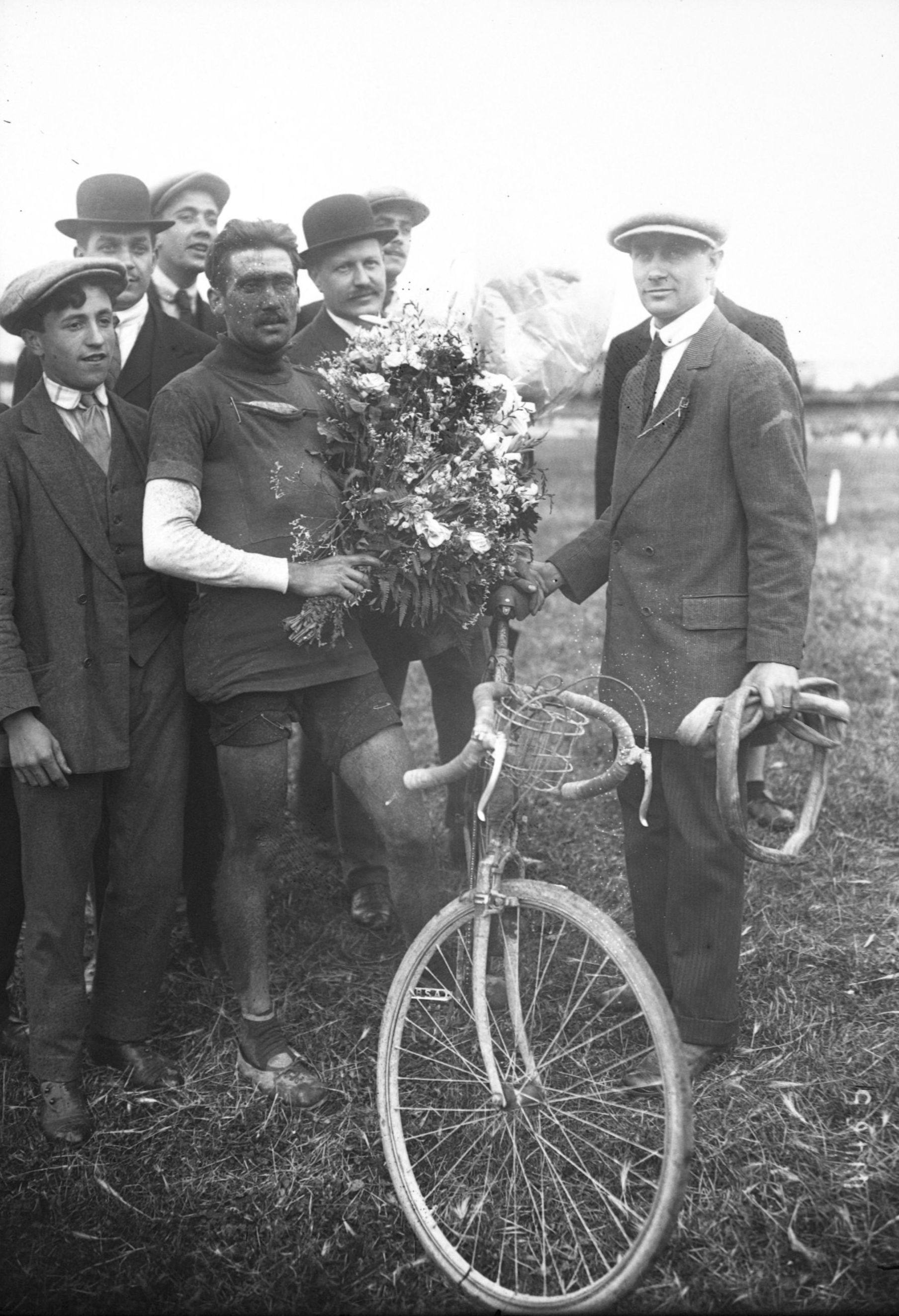
Henri Pélissier, segon classificat del Tour de França de 1914.

| Etapa | Data         | Recorregut               | Km  | Vencedor d'etapa       | Líder de la general                      |
| ----- | ------------ | ------------------------ | --- | ---------------------- | ---------------------------------------- |
| 1a    | 28 de juny   | París - Le Havre         | 388 | Philippe Thys (BEL)    | Philippe Thys (BEL)                      |
| 2a    | 30 de juny   | Le Havre - Cherbourg     | 364 | Jean Rossius (BEL)     | Philippe Thys (BEL) · Jean Rossius (BEL) |
| 3a    | 3 de juliol  | Cherbourg - Brest        | 405 | Émile Engel (FRA)      | Philippe Thys (BEL) · Jean Rossius (BEL) |
| 4a    | 5 de juliol  | Brest - La Rochelle      | 470 | Oscar Egg (SUI)        | Philippe Thys (BEL) · Jean Rossius (BEL) |
| 5a    | 7 de juliol  | La Rochelle - Baiona     | 379 | Oscar Egg (SUI)        | Philippe Thys (BEL) · Jean Rossius (BEL) |
| 6a    | 8 de juliol  | Baiona - Luishon         | 326 | Firmin Lambot (BEL)    | Philippe Thys (BEL)                      |
| 7a    | 10 de juliol | Luishon - Perpinyà       | 323 | Jean Alavoine (FRA)    | Philippe Thys (BEL)                      |
| 8a    | 12 de juliol | Perpinyà - Marsella      | 370 | Octave Lapize (FRA)    | Philippe Thys (BEL)                      |
| 9a    | 14 de juliol | Marsella - Niça          | 338 | Jean Rossius (BEL)     | Philippe Thys (BEL)                      |
| 10a   | 16 de juliol | Niça - Grenoble          | 333 | Henri Pélissier (FRA)  | Philippe Thys (BEL)                      |
| 11a   | 18 de juliol | Grenoble - Ginebra (SUI) | 325 | Gustave Garrigou (FRA) | Philippe Thys (BEL)                      |
| 12a   | 20 de juliol | Ginebra (SUI) - Belfort  | 335 | Henri Pélissier (FRA)  | Philippe Thys (BEL)                      |
| 13a   | 22 de juliol | Belfort - Longwy         | 325 | François Faber (LUX)   | Philippe Thys (BEL)                      |
| 14a   | 24 de juliol | Longwy - Dunkerque       | 390 | François Faber (LUX)   | Philippe Thys (BEL)                      |
| 15a   | 26 de juliol | Dunkerque - París        | 340 | Henri Pélissier (FRA)  | Philippe Thys (BEL)                      |

### Classificació General
Els temps obtinguts per cada ciclista en les diferents etapes se sumen per completar la classificació general. El ciclista amb el menor temps acumulat després de l'última etapa n'era el guanyador.
| Classificació General | Classificació General  | Classificació General   | Classificació General | Classificació General |
| Pos.                  | Ciclista               | Patrocinador            | Temps                 |                       |
| --------------------- | ---------------------- | ----------------------- | --------------------- | --------------------- |
| 1                     | Philippe Thys (BEL)    | Peugeot–Wolber          | 200h 28' 48"          |                       |
| 2                     | Henri Pélissier (FRA)  | Peugeot–Wolber          | + 1' 50"              |                       |
| 3                     | Jean Alavoine (FRA)    | Peugeot–Wolber          | + 36' 53"             |                       |
| 4                     | Jean Rossius (BEL)     | Alcyon–Soly             | + 1h 57' 05"          |                       |
| 5                     | Gustave Garrigou (FRA) | Peugeot–Wolber          | + 3h 00' 21"          |                       |
| 6                     | Emile Georget (FRA)    | Peugeot–Wolber          | + 3h 20' 59"          |                       |
| 7                     | Alfons Spiessens (BEL) | J.B. Louvet–Continental | + 3h 53' 55"          |                       |
| 8                     | Firmin Lambot (BEL)    | Peugeot–Wolber          | + 5h 08' 54"          |                       |
| 9                     | François Faber (LUX)   | Peugeot–Wolber          | + 6h 15' 53"          |                       |
| 10                    | Louis Heusghem (BEL)   | Peugeot–Wolber          | + 7h 49' 02"          |                       |

### Altres classificacions
Camille Botte, classificat en quinzena posició, guanyà la categoria dels "isolés". La classificació dels "isolés" es calculava de la mateixa manera que la classificació general, però només amb els resultats d'etapa obtinguts pels ciclistes que corrien en aquesta categoria.
El diari organitzador de la cursa, L'Auto anomenà a Firmin Lambot el meilleur grimpeur, el millor escalador. Aquest títol no oficial és el predecessor de la classificació de la muntanya.